# 哈夫蒙 (紐約州)
哈夫蒙（英語：Halfmoon）是一個位於美國紐約州薩拉托加縣的鎮。

## 人口
根據2020年美國人口普查的數據，哈夫蒙的面積為87.10平方千米，當中陸地面積為84.38平方千米，而水域面積為2.72平方千米。當地共有人口25662人，而人口密度為每平方千米295人。